# Dimanche de la Passion
Le Dimanche de la Passion est le cinquième dimanche du Carême, deux semaines avant Pâques. Il est aussi appelé Judica ou, en Allemagne, le dimanche noir[réf. nécessaire], et en Écosse, Care Sunday.